# Per Ditlev-Simonsen
Per Ditlev-Simonsen, född 12 juni 1932, är en norsk politiker inom Høyre och skeppsredare. Han var Oslos borgmästare 1995–2007. Ditlev-Simonsen är son till skeppsredaren Sverre Ditlev-Simonsen.

## Politisk karriär
Per Ditlev-Simonsen var ledamot av Oslo stadsfullmäktige i två perioder: 1976–1983 och 1995–2007. Han var ordförande i Oslo Høyre 1982–1988, och var åren 1981–1985 ledamot av Stortinget för Oslo, efter att ha varit suppleant 1973–1981. I regeringen Syse satt Ditlev-Simonsen som försvarsminister mellan 1989 och 1990. Han var borgmästare i Oslo 1995–2007, men tvingades avgå ett par veckor före mandatsperiodens utgång på grund av en privat skattesak.